# Ловелль, Джеймс
Джеймс Ловелль (англ. James Lovell; 31 октября 1737, Бостон, Массачусетс — 14 июля 1814, Уиндем, Мэн) — американский государственный деятель, педагог и криптограф. Делегат от Массачусетса в Континентальном конгрессе с 1777 по 1782 год. Один из подписавшихся под Статьями Конфедерации. Член комитета секретной корреспонденции, эксперт по шифрам и кодам, считается отцом американской криптографии.

## Ранние годы
Джеймс родился в Бостоне в 31 октября 1737 года и получил среднее образование в Бостонской латинской школе. Его отец, Джон Ловелль (1710—1778), был директором этой школы с 1738 по 1775 год. Джеймс закончил Гарвардский университет в 1756 году, после чего присоединился к своему отцу и преподавал в Латинской школе, продолжая собственное обучение. Он получил степень магистра искусств в Гарварде в 1759 году. Отец и сын продолжали свою работу в школе вплоть до её закрытия в апреле 1775 года во время осады Бостона в войне за независимость США.
Несмотря на то что Латинская школа выпустила множество революционных лидеров, включая Джона Хэнкока и Сэмюэла Адамса, приближающаяся революция посеяла раздор между отцом и сыном. Ловелль-старший поддерживал лоялистские идеи Тори, в то время как Джеймс присоединился к Вигам и стал сторонником нарастающих мятежных настроений.
17 июля 1775 года Джеймс с крыши наблюдал за битвой при Банкер-Хилле на реке Чарльз. Во время сражения был убит друг Джеймса Ловелля Джосеф Уоррен, и возле его тела было найдено письмо Ловелля, содержащее точные предположения о численности британских войск в Бостоне. Новый военный губернатор, Уильям Хау, отдал приказ об аресте возможных диссидентов в Бостоне, и во время чистки Ловелль был арестован за шпионаж. Джеймс был отправлен в качестве заключенного в Галифакс, Новая Шотландия.
Годом позднее его отец также прибыл в Галифакс, но в качестве беженца. Ловелль-старший покинул Бостон в марте 1776 года во время всеобщего бегства лоялистов, когда британские войска оставили город. В ноябре 1776 года Ловелля обменяли на полковника Филлипа Скина. Когда Джеймс вернулся в Бостон в декабре, его избрали в Континентальный конгресс от Массачусетса. Он проработал в Конгрессе до 1782 года.

## Карьера в Конгрессе
Ловелль эффективно служил в Конгрессе в течение шести лет, которые были решающими для Американской революции. Когда Ловелль принял назначение, американские войска находились в крупнейшем упадке. Армия Джорджа Вашингтона потерпела поражение в Нью-Йорке и спасалась от преследования британских сил бегством в равнинах Нью-Джерси. Даже Филадельфия была под угрозой, и Континентальный Конгресс был вынужден переехать в Балтимор в декабре 1776 года. Только 26 декабря Вашингтон нанес ответный удар и положил конец своему отступлению победой под Трентоном.
Ловелль отправился в Балтимор со своим другом и коллегой Джоном Адамсом в январе 1777 года и занял своё место в Конгрессе в феврале 1777 года.
Конгресс вернулся в Филадельфию в марте 1777 года, и в мае Ловелль стал четвёртым, после Бенджамина Франклина, Бенджамина Харрисона и Томаса Джонсона, членом Комитета Иностранных Дел, образованного из бывшего Комитета секретной корреспонденции. По всей видимости, вначале основной задачей Ловелля был перевод бумаг с французского языка на английский и реже — с английского на французский: в Конгрессе было несколько человек, командующих французскими силами. В дальнейшем Джеймс принимал участие в расшифровке писем Дюма.
В сентябре 1777 года угроза британской армии снова заставила Конгресс переехать, на этот раз в Нью-Йорк. В это время в рядах американцев наблюдалась напряженная борьба за влияние и командование в Континентальной армии, и Ловелль стал сторонником Горацио Гейтса. В октябре 1777 года американцы одержали важную победу на севере, когда вся британская армия под командованием генерала Джона Бергойна сдалась Гейтсу. В том же году главнокомандующий Джордж Вашингтон проиграл две битвы: в сентябре (сражение при Брендивайне) и в октябре (сражение при Германтауне), что позволило британцам оккупировать Филадельфию. Ловелль был, возможно, самым открытым критиком Вашингтона.
Переезд в Нью-Йорк внес изменения в позиции Ловелля в Комитете иностранных дел. До этого в Комитет входили четыре активных сотрудника, и подпись Джеймса была последней в письмах, посылаемых Комитетом. С конца октября 1777 года главными членами Комитета были Ловелль и Ричард Генри Ли. Однако в декабре Ли покинул Комитет, и с 1778 года, несмотря на периодическую помощь Ли, Роберта Морриса или Джона Визерспуна, Ловелль часто оказывался единственным активным сотрудником Комитета. С момента своего присоединения к Комитету Ловелль был единственным членом, который проработал там неотлучно вплоть до роспуска.
Стало ясно, что требуется более стабильная структура, и в январе 1781 года Конгресс принял решение заменить Комитет иностранных дел на департамент, подчиняющийся Министерству внутренних дел, и в августе 1781 года Роберт Ливингстон был назначен первым министром иностранных дел. Когда он вступил в полномочия в октябре, он принял обязанности Ловелля по переписке с зарубежными дипломатами.
В последние месяцы своей работы в Комитете иностранных дел Ловелль преуспел в расшифровке британской корреспонденции, что оказало большое влияние на исход войны. В частности, назначение Ливингстона совпало с важнейшей победой в битве при Йорктауне в 1781 году.
Ловелль покинул Конгресс в 1782 году.

## Деятельность в сфере криптографии

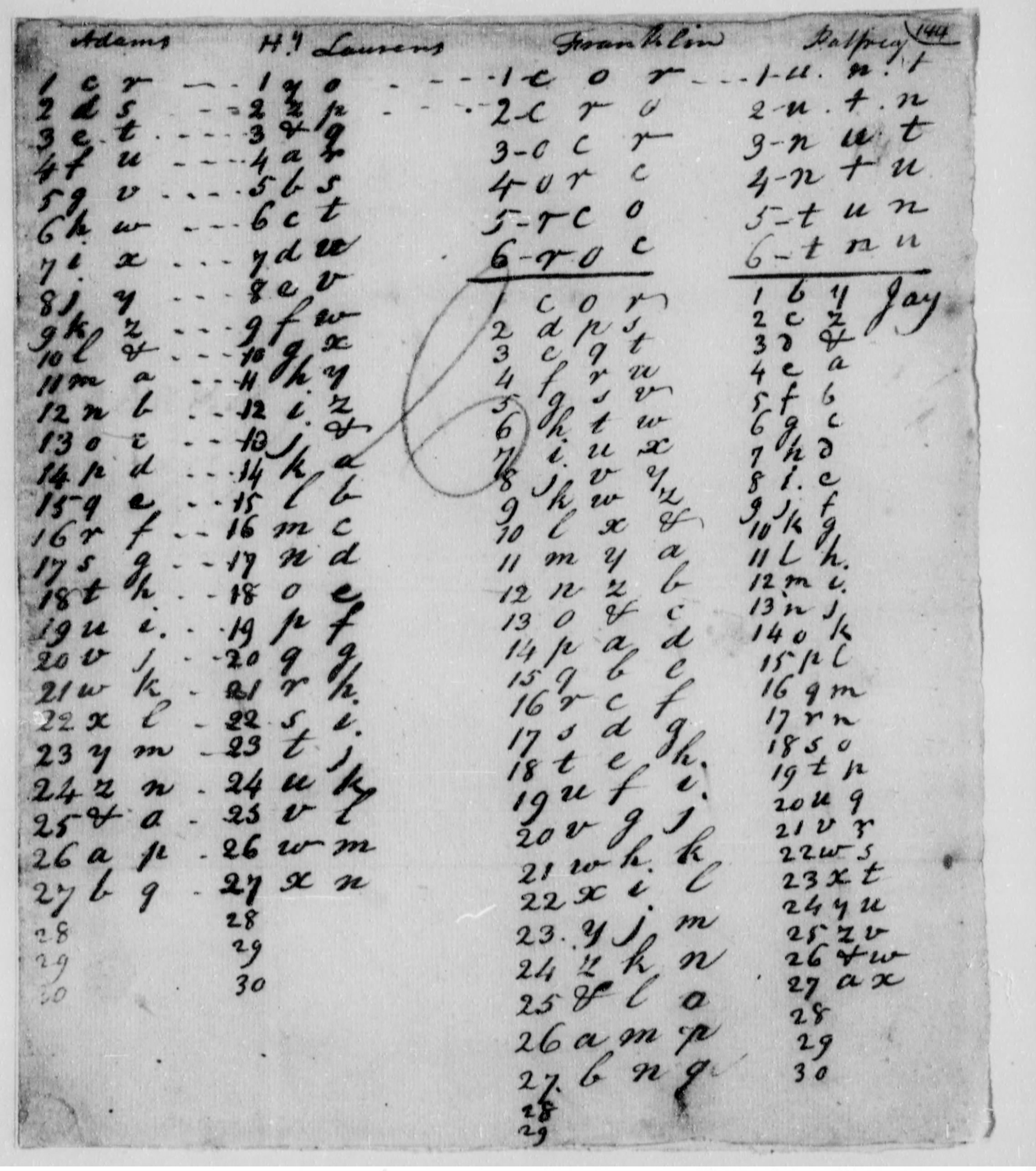
Бумаги Континентального Конгресса. Таблицы замен для полиалфавитного шифра Джеймса Ловелля. Джону Адамсу было присвоено ключевое слово CR. Генри Лоуренсу — YO, Бенджамину Франклину — COR, Уиллиаму Полфри — UNT, Джону Джею — BY. Ловелль также рассматривал перестановки букв в ключевых словах

Больше всего Ловелль известен, несомненно, именно своей деятельностью в составе Комитета иностранных дел. Здесь он проявил себя как талантливый криптограф и оказал большой вклад в исход Американской революции.
Одной из первых обязанностей Ловелля была расшифровка писем Чарльза Дюма, американского дипломата, жившего в Нидерландах и позднее представлявшего интересы США в Европе. Именно Дюма изобрел первый дипломатический шифр Континентального Конгресса, который использовался, в частности Бенджамином Франклином для переписки с агентами в Европе.
Позднее Ловелль изобрел собственный полиалфавитный шифр (шифр Ловелля). Этот шифр активно использовался Ловеллем в его переписке. Однако, как выяснилось позднее, шифр стал известен тем, что постоянно запутывал корреспондентов Ловелля. В шифре Ловелля корреспонденты формируют таблицу замен из согласованного ключевого слова. Сначала в столбец записываются числа от 1 до 27, затем рядом с ним записывается столбец из 27 букв алфавита (a-z и &), начиная с первой буквы ключевого слова. Затем аналогичный столбец, начинающийся со второй буквы ключевого слова, и так далее. При шифровании столбцы используются по очереди, и каждая буква шифруется числом. Как видно, если при шифровании допущена ошибка, то есть например один столбец использовался два раза подряд, процесс расшифровки сразу же запутывается.
В последние годы работы в Комитете иностранных дел Ловелль также проявил себя как взломщик шифров. В частности, Ловелль принимал активное участие в расшифровке британской корреспонденции во время Йорктаунской кампании в 1781 году. Наиболее значимой стала одна из последних работ Ловелля. 12 октября 1781 года было перехвачено письмо Генри Клинтона, главнокомандующего британскими войсками в Северной Америке, предназначавшееся лорду Корнуоллису. Положение Корнуоллиса было чрезвычайным, и в письме упоминалась дата прибытия подкрепления. Ловелль расшифровал письмо за 2 дня, благодаря тому что британцы использовали один и тот же шифр. Благодаря расшифровке американцы смогли добить силы Корнуоллиса, предотвратить контрнаступление Клинтона и одержать победу при Йорктауне, которая во многом определила исход войны за независимость США.

## Поздние годы
После ухода из Конгресса Ловелль вернулся к преподаванию, но по-прежнему занимал различные политические посты. Он был сборщиком налогов в Массачусетсе с 1784 по 1788 год и таможенным офицером в Бостоне в 1788 и 1789 годах. Ловелль умер в Уиндеме, штат Мэн 14 июля 1814 года.

## Семья
Его сын, Джеймс С. Ловелль (1758—1850), служил в Континентальной армии с 1776 по 1782 год. По окончании Гарварда в 1776 году он присоединился к 16-му Массачусетскому полку в чине лейтенанта. В 1779 году в качестве адъютанта он присоединился к южной армии Генри Ли и принимал участие в южных кампаниях. Там он сражался и несколько раз был ранен.
Внук Ловелля, Джосеф Ловелль, служил начальником медицинской службы вооруженных сил США с 1818 по 1836 год.